# Marussia Motors
Marussia Motors (en rus: Маруся Моторс) és un fabricant de cotxes esportius rus. Va existir de 2007 a 2014.

## Història
L'empresa Marussia Motors fou creada el 2007 per Nikolay Fomenko, un conegut actor i pilot de curses rus, Efim Ostrovsky i Andrey Cheglakov.
El primer cotxe esportiu que va desenvolupar l'empresa va ser el Marussia B1, que es va presentar a Moscou l'any 2008.
L'any 2009, al Saló de l'Automòbil de Frankfurt es va presentar el Marussia B2.
El 6 de novembre del 2010 Marussia Motors va comprar un important paquet d'accions de l'equip de Fórmula 1 Virgin Racing, que la temporada 2011 s'anomenaria Marussia Virgin Racing. A la temporada 2012 l'escuderia passaria a anomenar-se Marussia F1 Team.

## Models

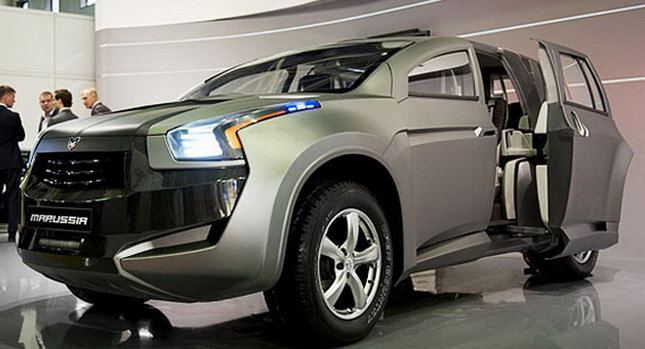
Marussia F2

- B1
- B2